# Vel

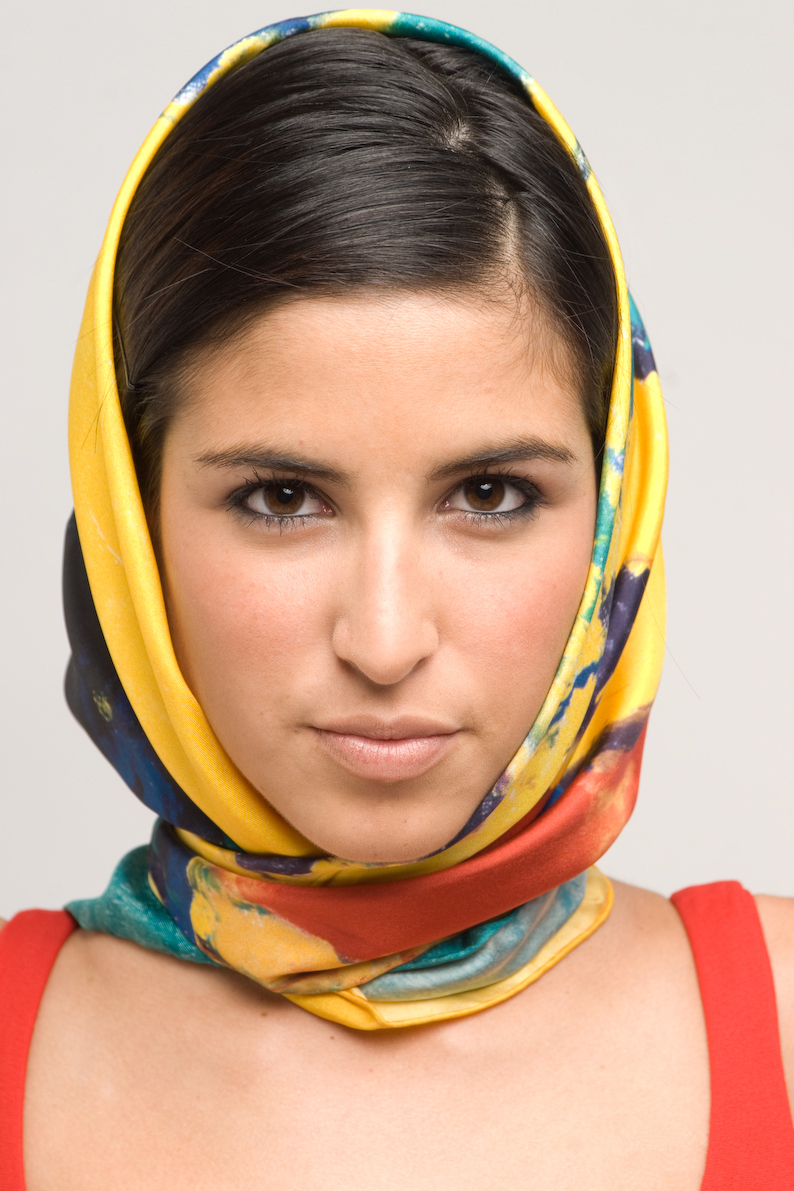
Dona amb vel o mocador al cap

Un vel és una peça de roba majoritàriament femenina que serveix per cobrir-se els cabells i part del cap (amb més o menys extensió segons les variants).
El seu ús està lligat a motius personals, estètics, tradicionals, pràctics, culturals, religiosos, de modes o d'altres. En algunes cultures pot estar relacionat amb la posició social de la dona que el porta, per exemple, antigament només les dones nobles es cobrien i en l'actualitat la modalitat i el teixit del vel són marques de rang.

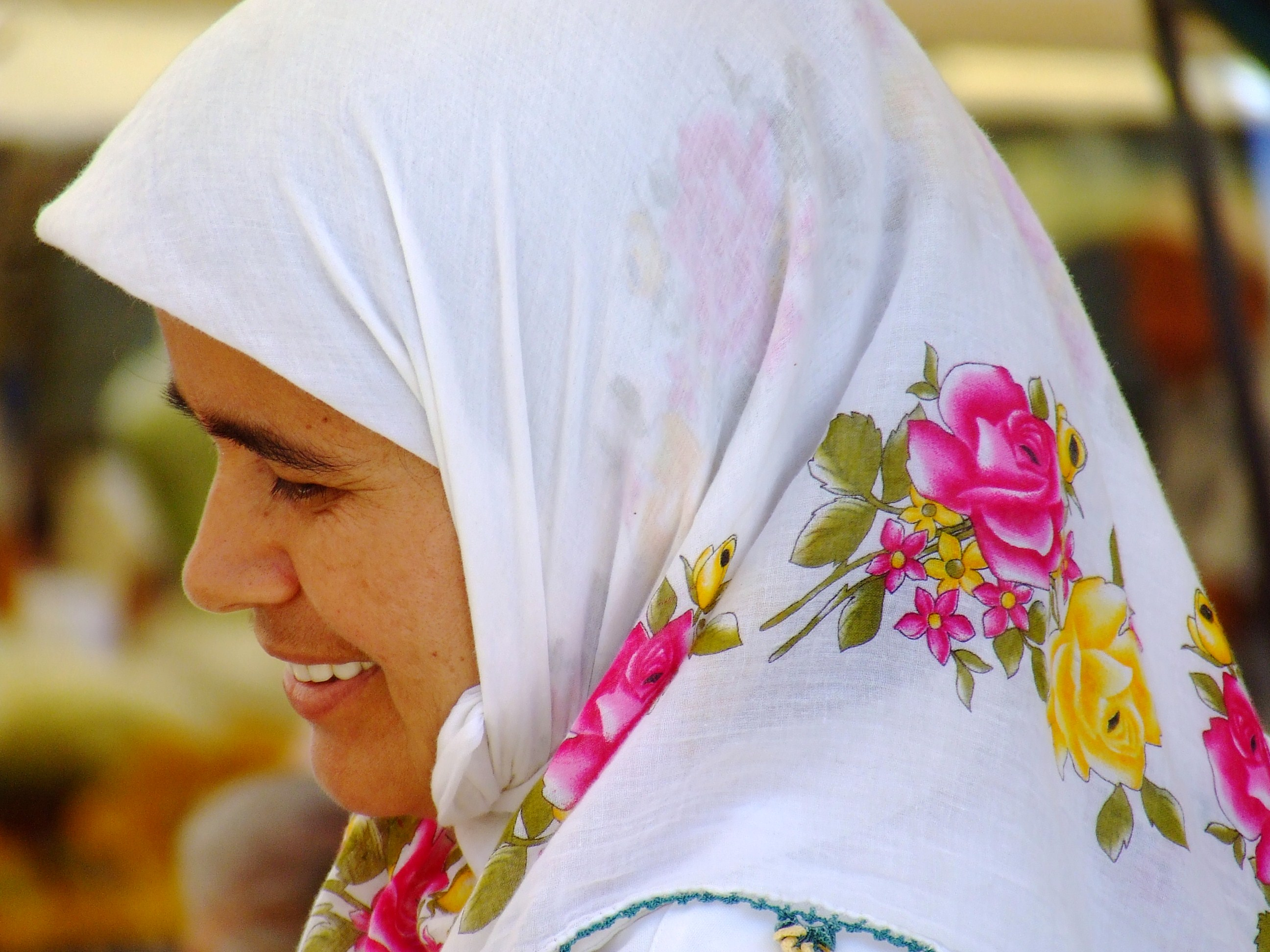
Dona amb vel o mocador al cap

Les primeres referències de l'ús del vel daten del segle xiii aC i des d'aleshores s'ha mantingut la utilització d'aquesta peça de roba a diferents regions del planeta. Als Països Catalans, fins a finals del segle xix les dones anaven cobertes a les esglésies, en processons o a visitar els senyors, mentre que als homes, al contrari, l'etiqueta demanava que es descobrissin el cap si duien barret. Els vels es van tornar a portar en actes religiosos durant la guerra civil espanyola. Actualment, les dones porten sovint el cap decorat als seus vestits tradicionals, amb pintes, per exemple, però també amb variants autòctones de vels, com mantellines, rets, gandalles, etc.
En general, a la platja i a la muntanya, als dies d'estiu al clima mediterrani, hom aconsella cobrir-se el cap per ajudar a prevenir cops de calor, cosa que es fa normalment amb vels, gorres o mocadors, millor si són de teixits naturals, que transpirin i idealment que es poguessin mullar eventualment amb aigua, per a una protecció més efectiva. Els barrets, més habituals per a protegir del fred en països nòrdics, malgrat que es van posar de moda un temps al segle xx, en dones que se'ls podien permetre econòmicament, no han arribat mai a portar-se de manera massiva i popular per les dones a l'arc mediterrani. A l'Àfrica central, on fa més calor, els homes solen portar una mena de casquet cilíndric mentre que les dones es lliguen un mocador al voltant del cap, generalment del mateix teixit que el vestit.

## Etimologia

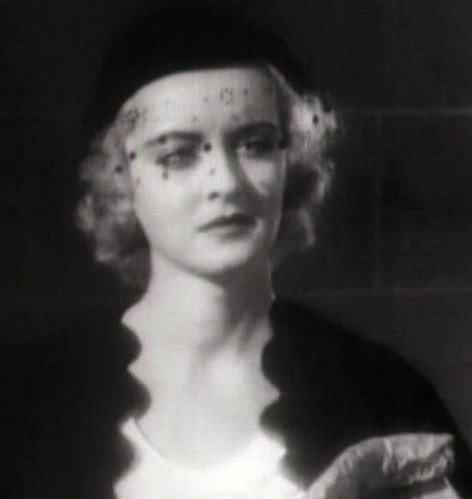
Dona amb vel sobre la cara

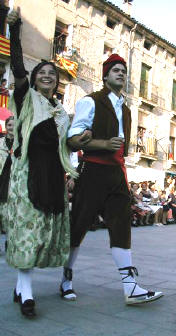
Nois amb vestit tradicional, el d'ella amb vel

El terme "vel", del llatí velum, es va originar a una arrel indoeuropea amb el sentit de "cobrir".

## Ús no religiós

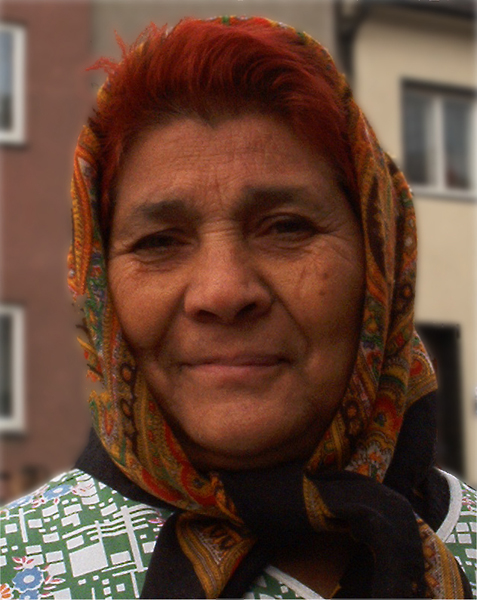
Dona gitana amb vel

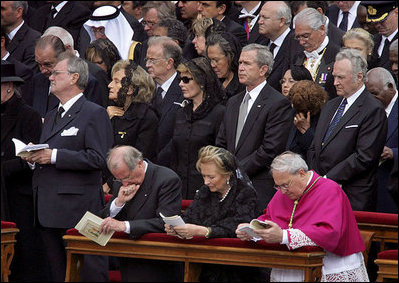
Dones amb vel negre

El vel s'usa sobretot en contextos religiosos, però hi ha espais seculars on les dones porten vel. Un exemple paradigmàtic és el vel de la núvia el dia del casament, que actua com a ornament del tocat. La núvia velada amagava el seu rostre com a part del misteri (en un principi també com a senyal de pudor i signe de virginitat) fins que el marit tenia dret a destapar-la. Aquest vel era de color blanc, per reforçar el símbol de puresa. L'origen és doble: bíblic i el flammeum romà que protegia la dona dels mals esperits en aquest dia.
El vel com a manera de provar misteri ha estat usat en sentit contrari per les cortesanes o com a mecanisme de seducció (per exemple la dansa dels set vels): en cobrir el rostre amb un vel translúcid s'augmentava la curiositat dels espectadors masculins i aquest vel podia caure com a part del ritual de la relació.
També s'han usat vels semitransparents com a complement de barrets femenins, per protegir la cara del sol. La noblesa considerava la pell blanca com a signe de distinció (no s'havia d'estar a l'aire lliure, treballant, com la classe baixa), per això les dones es tapaven la cara per no bronzejar-se. Aquest detall ha perviscut en barrets d'aire elegant a l'època moderna.
Els tuaregs usen vels per cobrir-se també del sol, tant homes com dones. El mateix origen poden tenir els mocadors o vels usats a l'Europa rural durant segles (les dones grans, especialment quan quedaven vídues, es cobrien el cap).

## Ús religiós

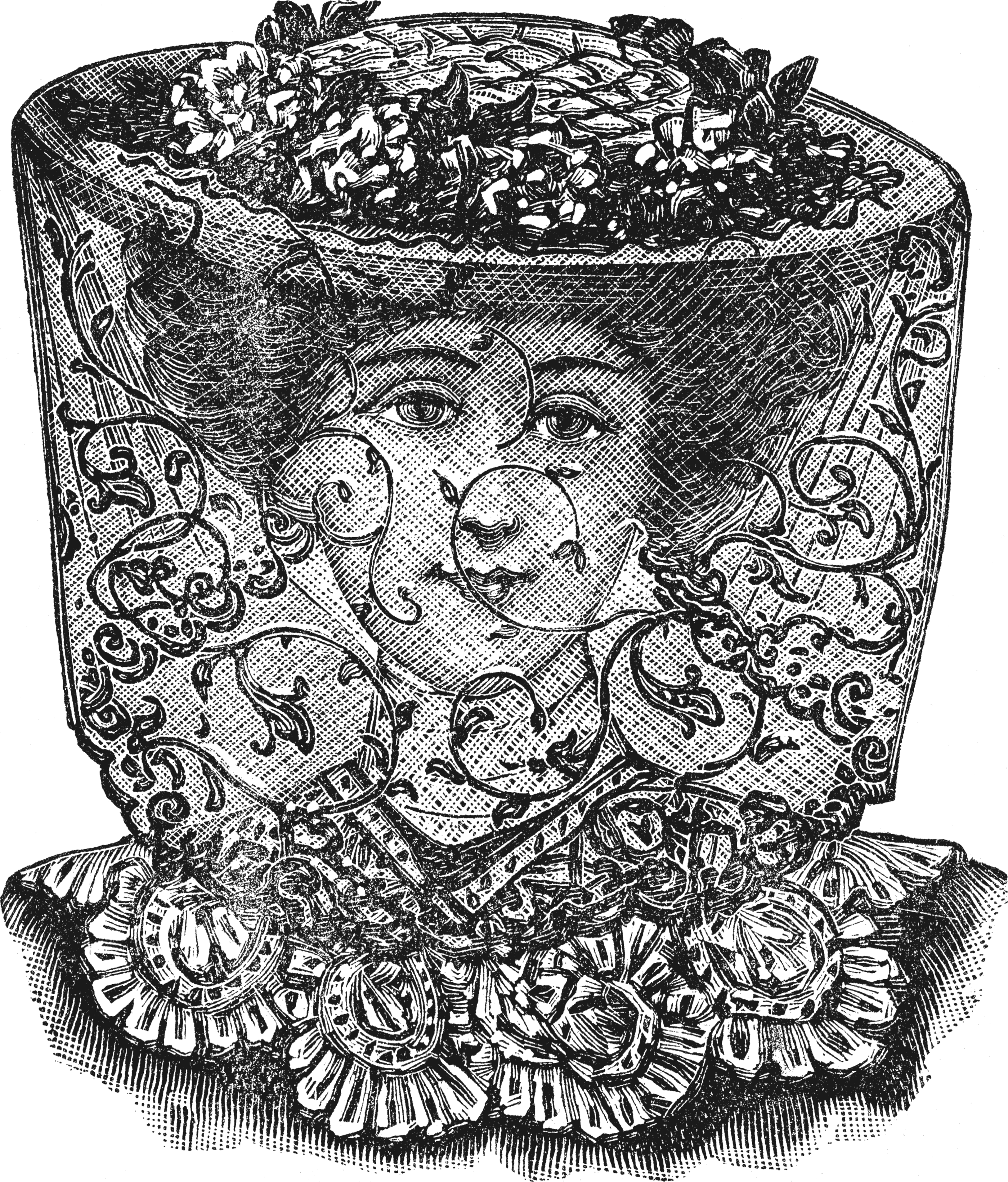
Dona a París, 1905

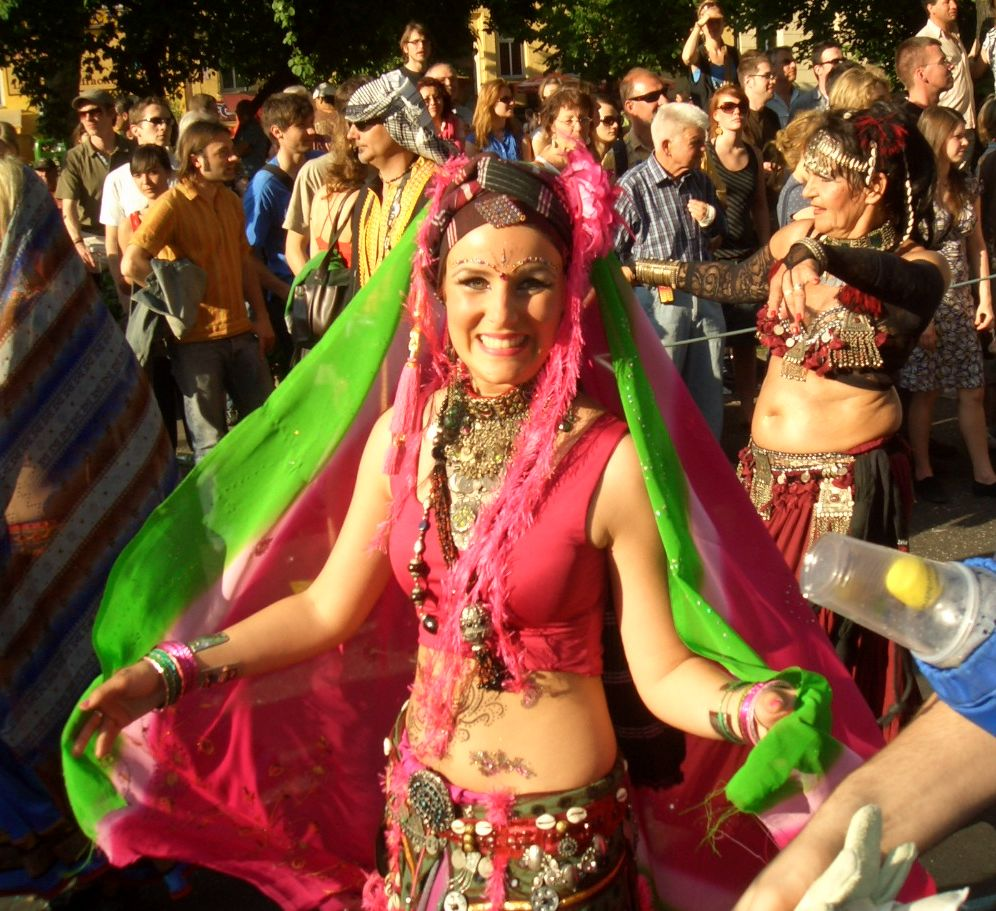
Dansa tradicional oriental

La majoria d'usos del vel estan associats a una de les religions abrahàmiques, sovint recolzant-se en textos considerats sagrats.

### Al judaisme

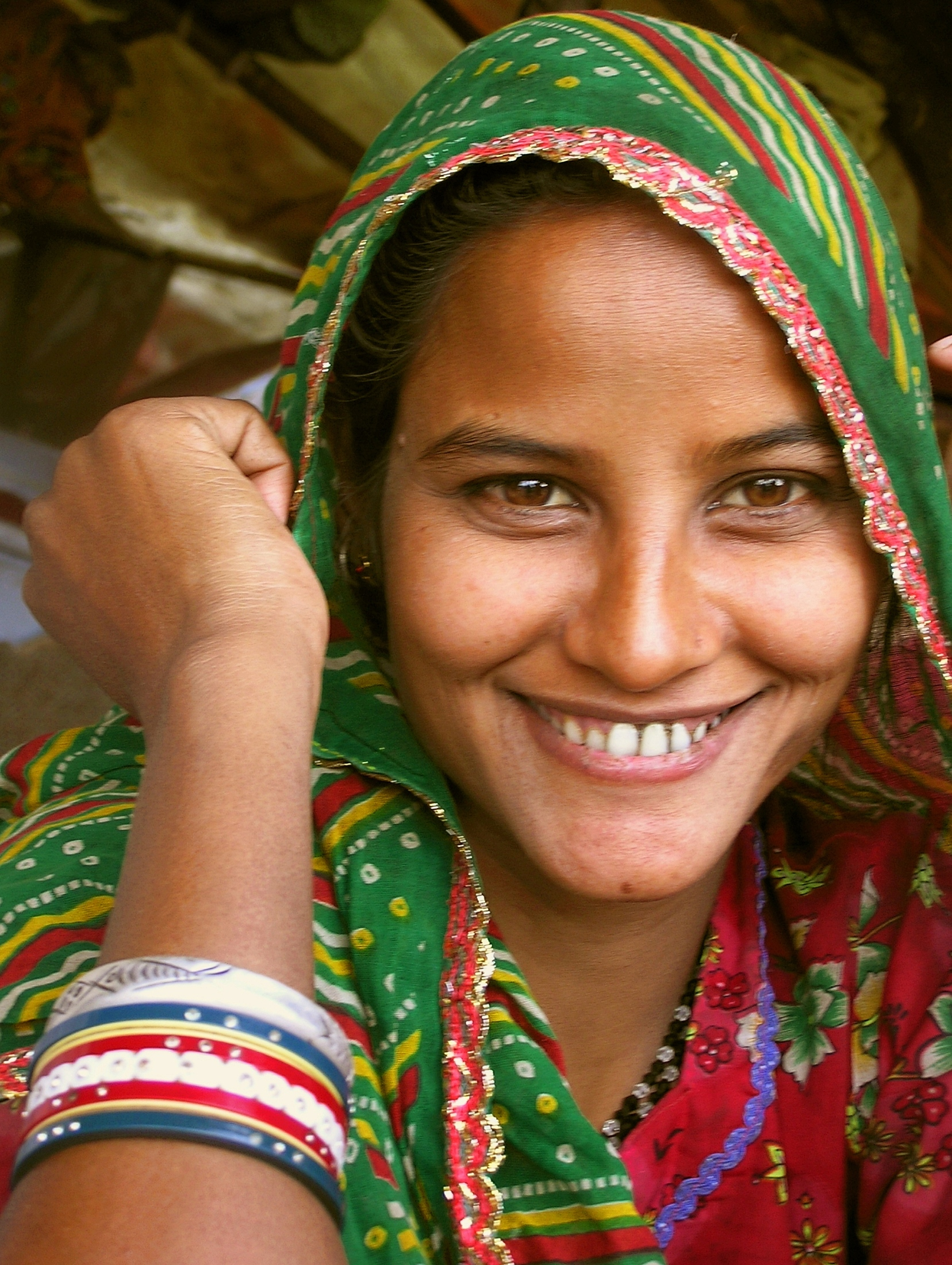
Dona a l'Índia amb vel

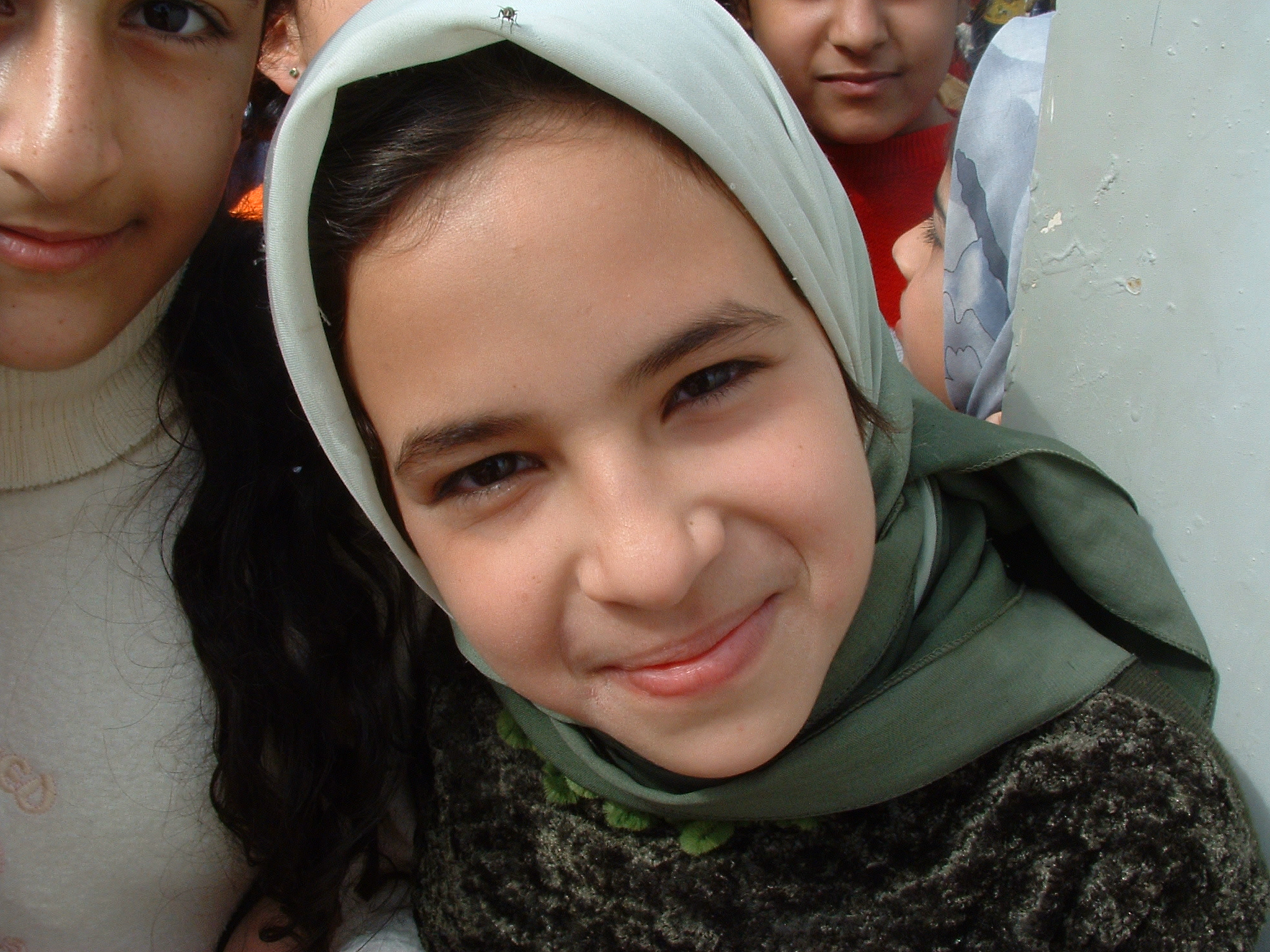
Nena a Irak amb vel

Rebeca va cobrir-se amb un vel abans del casament amb Isaac i d'aquesta història possiblement derivin tots els vels matrimonials. S'han donat diverses interpretacions a aquest acte (donat que les dones jueves no acostumen a portar vel i ella se'l posa només per a la cerimònia)
- És un signe de modèstia, de pudor davant la futura vida conjugal
- El nuvi vela la seva promesa per assegurar que es casa amb ella per amor a la seva bellesa interior i no la física
- El promès la vela per assegurar-li simbòlicament que la protegirà en el futur
- Ella manté la seva intimitat, el seu espai personal, malgrat compartir la vida[2]
- La núvia es casa "a cegues" confiant que el matrimoni anirà bé
- L'home té dret a desvelar la núvia, despullar-la simbòlicament (preludi del coit)

A més, algunes jueves porten un mocador triangular al cap, tapant els cabells, de vegades lligat a la nuca i altres no, en diverses ocasions, especialment els dissabtes.

### Al cristianisme

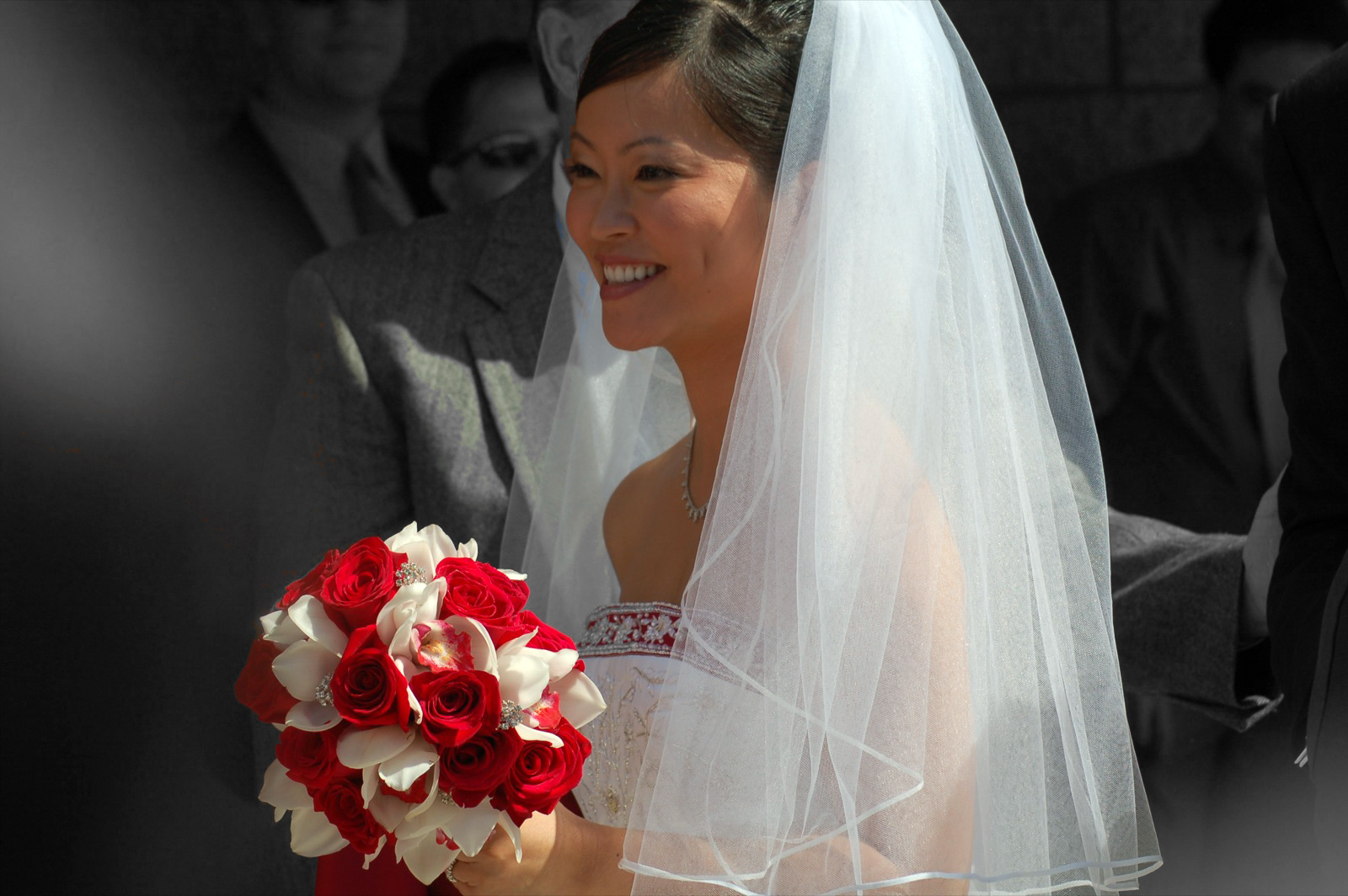
Núvia amb vel

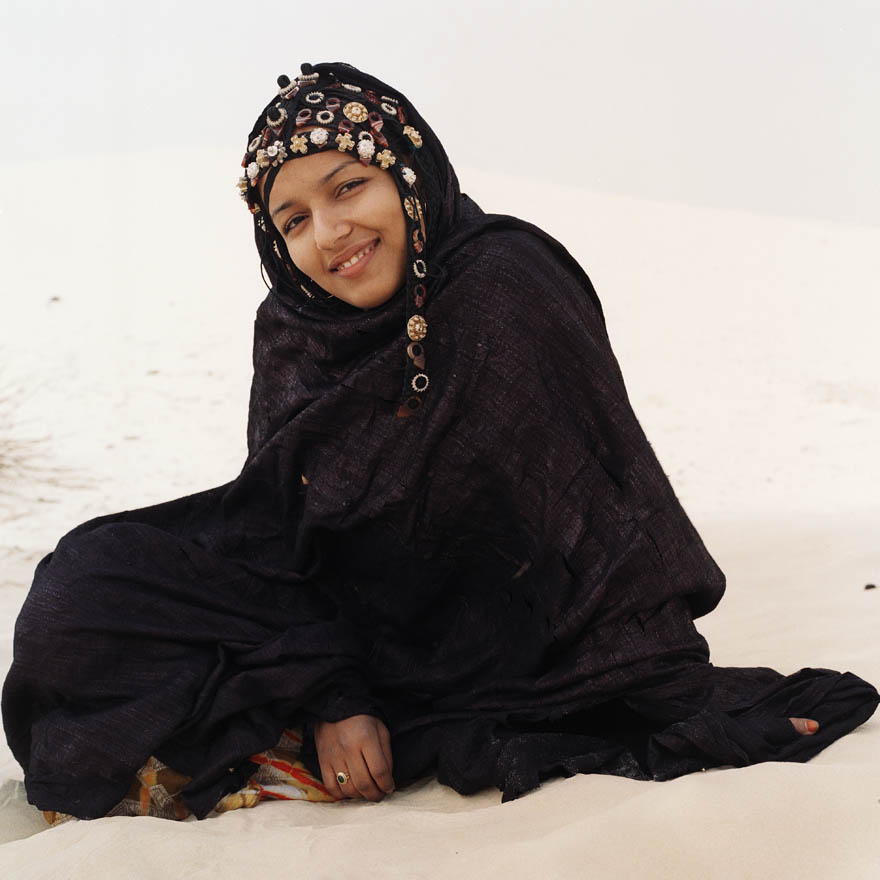
Dona tuareg amb vel

Pau de Tars, a la seva epístola als corints (versets 11:4-116) insta les dones a cobrir-se amb un vel com a signe de respecte en entrar en una església (gest contrari al dels homes, que han de treure's el barret). Aquest passatge ha fet que les dones portessin vel o mantellina a missa fins a mitjan segle xx (en algunes regions de ritus ortodoxos encara es manté). Com que una monja dedica la seva vida a l'oració, porta vel permanent, com a part del seu hàbit. Aquest vel cobreix els cabells, signe de seducció, i porta el color del seu orde religiós. El vel pot tapar o no el coll, unint-se amb el vestit. A la Verge Maria se la sol representar amb un vel.

### A l'Islam
El vel islàmic femení és el més estès i el que ha portat més controvèrsia. No hi ha un sol tipus de vel, alguns tapen parcialment els cabells (usualment anomenats hijab), tot el cap i part del coll, o bé també el rostre (niqab, burca). El vel està destinat a cobrir les parts del cos potencialment seductores i és un complement de vestits llargs i amplis, és per tant un signe de pudor recomanat a l'Alcorà (XXXIII:59; XXIV:31, entre altres). La rigidesa o optativitat d'aquesta pràctica varia segons el país i la lectura dels textos.
El vel ha esdevingut un símbol de la religió islàmica. En determinats països s'ha prohibit el seu ús en llocs públics, per considerar-lo una ostentació d'una creença que ha de romandre a l'àmbit privat (com Turquia o França), mentre que en altres s'ha obligat a portar-lo amb amenaces de càstig per a les dones "immodestes" (Afganistan, Iran). Les reaccions han estat també dispars: mentre que alguns afirmen que el vel és un símbol de masclisme i de submissió de la dona (considerada només pel seu cos com a potencial font de pecat), que li resta llibertat, d'altres asseguren que és una voluntat de pertànyer a una comunitat cultural (prohibit justament a Occident per l'associació religiosa amb l'Islam, per raons d'etnocentrisme i rebuig) i una major comoditat per a la dona, que es protegeix per pudor de les mirades alienes.